# Metalizare prin pulverizare
Metalizarea prin pulverizare este un procesul de acoperire cu  metale sau aliaje metalice, proiectate cu ajutorul unui jet de gaz (comprimat) pe suprafețele de prelucrat. Termenul de metalizare, în articolul de față, se referă la acoperirea oricăror feluri de suprafețe, metalice, nemetalice. Există și teorii de acoperire unde metalizarea privește doar suprafețe nemetalice. Materialele acoperitoare sunt de regulă în stare de pulbere topită (atomizată),  dar sunt și metode ce fac excepție de la aceasta.

## Procedee de metalizare
- cu arc electric
- cu gaze combustibile
- cu plasmă
- cu HVOF (High Velocity Oxygen Fuel - sistem de depunere a metalelor la viteză supersonică)
- cu laser
- cu gaze reci

## Scop și utilitate
Echipamentele și procesele de metalizare sunt destinate condiționării suprafețelor prin protejarea anticorozivă cu zinc, aluminiu și alte metale. Se pot utiliza atât manual, cât și în sisteme automatizate. Sunt folosite pentru protecții anticorozive, recondiționări, condiționări ale suprafețelor, depuneri decorative pe metale, lemn, sticlă, materiale ceramice, piele, materiale textile, hârtie, carton.

## Generalități
Metalizarea este adecvată reperelor de dimensiuni medii și mari, fiind ideală în acoperirea suprafețelor acestora cu zinc, aluminiu, crom, wolfram și alte metale. Grosimea straturilor acoperitoare realizate cu care se acoperă profilele în scop anticoroziv variază de obicei între 50-200 μm, dar sunt și acoperiri mult mai groase. Acoperirile prin metalizare se efectuează conform standardelor internaționale, asigurând o viața mult mai lungă reperelor procesate, față de alte procese similare ca scop.
Metalizarea nu este avantajoasă în cazul în care se dorește procesarea reperelor (pieselor) de dimensiuni reduse (de ordinul a câțiva milimetri).

## Metalizare cu flacără

#### Metalizarea in flacara cu sarma
https://plasmajet.ro/metalizare-cu-sarma/
Este cel mai vechi procedeu de pulverizare termică, a fost inventat în 1910 de elvețianul Schoop.
Procesul are la baza pulverizarea unui metal  aflat inițial sub formă de sârmă, topit într-o flacără oxiacetilenică. Pulverizarea se face cu un jet de aer comprimat. Jetul, format din picături atomizate (fine) de metal topit purtate de curentul de gaze, ajunge pe substratul pregătit (piesa de prelucrat/acoperit) unde se răcește rapid, formând o acoperire. Practic influențele termice asupra pieselor în cauză sunt minime. Acest proces realizat în mod corect se numește „proces rece” deoarece temperatura substratului poate fi menținută la valori scăzute, acceptabile (100 – 150 grade Celsius) pe durata procesului de metalizare, evitându-se modificarile structurale sau de formă (plastice) ale substratului.
Procesul se folosește și în prezent pentru acoperiri anticorozive cu zinc, aluminiu, staniu pentru depunere de compoziție protectoare pe lagăre de alunecare (cuzineți pentru axe), pentru depunere de cupru, alamă, bronz etc.  pe fonte cu grafit sau oțeluri inox austenitice și nu în ultimul rând pentru metalizare cu materiale (sub formă de sârmă) din aliaje dure pe bază de crom, nichel, molibden etc.

#### Metalizarea in flacara cu pulbere
https://plasmajet.ro/metalizare-cu-pulbere/
Acest proces este cunoscut și sub numele de LVOF (proces oxigen-combustibil de viteză scăzută), a fost inventat în anul 1930 de Fritz Schori.
În principal acest proces constă în pulverizarea unui material topit pe o suprafață, pentru a obține o acoperire.
Materialul sub formă de pulbere este topit într-o flacără (oxiacetilenica sau alt combustibil) pentru a forma un spray (jet de picături mici) fin. Când spray-ul ajunge la suprafața pregătită a unui material substrat, picăturile fine topite se solidifică rapid formând acoperirea (stratul acoperitor).
Și acest proces de metalizare în flacără, realizat corect este denumit „proces rece” deoarece temperatura substratului (piesa de acoperit) este menținută scăzută pe durata metalizării, evitandu-se astfel deformări, schimbări de structură în material etc.

### Pulberi metalice de fuziune
Există și pulberi metalice de fuziune care după operația de pulverizare (la"rece") sunt fuzionate de substrat cu o torță (oxiacetilenică) sau în cuptor la 1040 - 1100 grade Celsius, rezultând  în final un strat cu legătură metalurgică și lipsit de porozitate. Această metodă nu este considerată un proces rece.
https://www.youtube.com/watch?v=4DQ_EPk3vYA&t=37s

## Metalizare HVAF-ARC
Principiul de operare 
Sistemul HVAF-ARC (viteză ridicată aer combustibil-arc) produce acoperiri dense și fin structurate din sârmă. Pistolul TSR300H folosește un arc electric pentru topirea sârmei și un jet aer-combustibil (propan, propilenă, GPL) supersonic pentru atomizarea metalului topit și accelararea particulelor fine rezultate.  
Capul de pulverizare conține o cameră de combustie toroidala, cu o inserție catalitică din ceramică pentru a stabiliza arderea, unde are loc arderea propilenei. Gazele de ardere formează un jet supersonic lipsit de oxigen (nu oxidează metalul topit) direcționat spre zona arcului electric. 
Metalul topit, rezultat în arcul electric format între cele două sârme, este atomizat și accelarat spre un substrat (piesă) unde se depune și se răcește rapid formând acoperirea. 

Aici poți să vezi: 
http://www.youtube.com/watch?v=oQ9pjivjgDo
http://www.youtube.com/watch?v=5qO2qcpu7cM

#### Metalizare in arc electric
https://plasmajet.ro/metalizare-cu-arc-electric/
Procedeul a fost inventat în 1914 de Schoop în colaborare cu Bauerlin. 
În procesul de pulverizare cu arc electric, două sârme conductibile electric, sunt topite cu ajutorul unui arc electric. Materialul topit este atomizat cu un jet de aer comprimat și proiectat către suprafața substratului (piesă de metalizat). Particulele topite, la impactul cu substratul, se vor solidifica rapid pentru a formă o acoperire. 
Acest proces de pulverizare cu arc realizat în mod corect este numit „proces rece” 
deoarece suprafața substratului poate fi menținută la temperatură scăzută în timpul procesului evitând deteriorarea, schimbări metalurgice și deformări geometrice ale substratului. 
Acoperirile obținute cu arc electric sunt mai dense și mai puternice (aderențe) decât echivalentul lor obținute prin procesul de combustie, costuri scăzute de funcționare, rate ridicate de eficiență, toate acestea fac procesul foarte competitiv în acoperirea suprafețelor mari. 
Dezavantajul procesului este că nu poate preîncălzi substratul (este nevoie de o altă sursă) și folosește numai sârme cu conductibilitate electrică.
ZINCARE, CROMARE, CUPRARE, DURIFICARE SUPRAFEȚE, MOLIBDENARE, STANARE etc, sunt principalele aplicații ale procesului de pulverizare termică în arc electric.

## Avantajele metalizării cu arc electric
Procesul de metalizare cu arc electric este caracterizat prin eficiență deosebită, datorată în principal, reducerii numărului de operații de pregătire pentru suprafață, premergătoare aplicării zincului. Utilizând metalizarea cu arc electric, se reduc costurile de operare, fiind necesară doar sablarea în prealabil a suprafeței, renunțând astfel la spălarea, degresarea, uscarea suprafeței.
- Costuri scăzute de funcționare
- Eficiența ridicată
- Posibilitatea zincării reperelor mari. Nu există limită de mărime pentru repere.
- Suprafața reperului zincat este menținută la o temperatură scăzută în timpul procesului, evitând  astfel, o posibilă deteriorare, schimbări metalurgice și deformari geometrice ale materialului.
- Tubulaturile închise etanș pot fi metalizate fără riscul de a exploda.
- Procesul nu este limitat doar la utilizarea zincului. Materialul de acoperire se poate alege în funcție de aplicația dorită, putând aplica orice material conductiv ce poate fi tras în sârme.
- Stratul acoperirii poate varia în funcție de necesități, oferind astfel o protecție suplimentară pe suprafețele critice.
- Reperele pot fi procesate la fața locului, fără a necesita mutarea acestora într-un loc special amenajat.

## Aplicații ale metalizării cu arc electric și gaze combustibile
- Protejarea anticorozivă cu zinc și aluminiu;
- Recondiționarea sau conditionarea arborilor cotiti;
- Recondiționarea lagărelor de alunecare;
- Metalizarea inelelor de piston;
- Metalizarea cilindrilor de laminor;
- Metalizarea capetelor de condensator;
- Realizarea de matrițe pentru mase plastice si materiale neferoase;
- Recondiționarea cămășilor de rulmenți;
- Recondiționarea  valțurilor  din  industria tipografica;
- Cuprari, nichelari, cromari dure, etc;
- Protejarea pieselor de otel sau fonta la temperaturi ridicate;
- Metalizarea anti-scânteie a cârligului de macara;
- Metalizari decorative;
- Metalizarea cilindrilor hidraulici.

## Costuri de mediu
Metalizarea este un proces cu un impact redus asupra mediului, singurul poluant rezultat fiind praful de zinc. Acesta poate fi colectat cu ajutorul filtrelor de desprăfuire și apoi depozitat în saci.